# Coclé del Norte
Coclé del Norte es un corregimiento del distrito de Donoso en la provincia de Colón, República de Panamá. La localidad tiene 3.555 habitantes (2010).